# Olivier Legrain
Pour les articles homonymes, voir Legrain.
Olivier Legrain, né le 30 septembre 1952 à Paris, est un homme d'affaires français, personnalité du monde de l'industrie chimique et des matériaux.
Depuis 2001, il est principalement PDG (président-directeur général) de Materis (LBO, issu de la branche Matériaux de spécialités du groupe Lafarge).

## Biographie
Après avoir été élève au lycée Buffon, il est diplômé de l'École des mines de Saint-Étienne et de l'École nationale de la statistique et de l'administration économique (ENSAE),.
En 1986, il intègre le groupe Rhône-Poulenc comme directeur d’exploitation de la division Produits Chimiques basiques. Il occupe successivement plusieurs postes de direction générale, dans différentes divisions du groupe. De 1986 à 1990, il y est directeur général adjoint (DGA) de la division Chimie de base, puis — de 1990 à 1991 — du secteur Fibres et Polymères et enfin — de 1991 à 1993 — du secteur Intermédiaires Organiques et Minéraux.
En 1994, il entre dans le groupe Lafarge. Il y est directeur de l’exploitation (directeur général adjoint) et membre du comité exécutif ; en 1995, le groupe lui confie la direction de son pôle Matériaux de spécialités, puis, deux ans plus tard, celle du pôle Matériaux stratégiques ; en 1997, Lafarge lui confie la Coordination stratégique du groupe.
En janvier 2001, il est nommé président du conseil d’administration et directeur général de Materis, la branche « matériaux de spécialités » (peintures, mortiers et adjuvants, etc.) externalisée par le groupe Lafarge. Il est à la fois président et administrateur de diverses sociétés appartenant au groupe Materis, dont le chiffre d'affaires s'élève en 2009 à 1,8 milliard d'euros, pour 9 000 salariés et 90 sites industriels dans le monde.
Le 23 juin 2005, l'assemblée générale du groupe Rhodia le coopte comme administrateur (il détient 227 actions au capital du groupe). Il est membre du comité stratégique et du comité des rémunérations, des nominations et de la gouvernance de Rhodia. L'assemblée générale du 20 mai 2009 lui renouvelle sa confiance pour quatre ans.
En 2010, il est aussi administrateur des sociétés Parrot SA et Terreal.
Depuis 2015, il est psychothérapeute à Neuilly-sur-Seine.

## Philanthropie
En 2018, Olivier Legrain soutient la création d'une Maison des médias libres et cherche à acquérir un bâtiment parisien de 6 000 m2 — un ancien poste source de transformation EDF datant de 1929 — pour accueillir une vingtaine de médias indépendants dont Mediapart, Alternatives économiques, Politis, Esprit et Basta. Le coût est estimé à 20 millions d'euros. Le projet n'est finalement pas retenu par la ville de Paris.
En 2019, il crée le fonds Riace France et y injecte 3 millions d'euros afin de soutenir un accueil digne des migrants en France,. Le fonds compte notamment l'ancien maire EELV de Grande-Synthe Damien Carême au sein de son comité d'engagement et le soutien de l'industriel Henri Seydoux, patron de la société de drones Parrot.
En 2025, le projet de Maison des médias libres est relancé : en juin est validée par le Conseil de Paris la vente à Olivier Legrain et à la foncière Bellevilles d'un immeuble situé au 70 boulevard Barbès, dans le 18e arrondissement, destiné à accueillir en 2026 la rédaction de plusieurs médias, des studios de radio et de télévision, un café-librairie et d'autres espaces de rencontres. 
En juin 2025, dans un entretien à Streetpress (dont il est l'un des actionnaires), il présente sa vision des médias indépendants : « Ce qu’il faut faire [...] c’est créer un groupe (de presse) qui rassemble les médias indépendants : la filiale StreetPress ferait ça, la filiale Reporterre ferait autre chose, la filiale La Déferlante avancerait dans sa direction… On aurait une quinzaine de filiales et une holding au-dessus, qui mutualiserait les fonctions support. »

## Positionnement politique
Olivier Legrain est politiquement orienté à gauche. Communiste dans sa jeunesse, il soutient la Primaire populaire lors de l'élection présidentielle de 2022 avec un don de 400 000€. Selon le journal Le Monde, il a donné 50 000 euros à l’association organisatrice et en a prêté 50 000 autres. En préparation de l'élection de 2027, il tente d'unifier la gauche (hors LFI) autour d'une candidature commune, notamment avec François Ruffin et des personnalités issues du PS, d'EELV, du PCF et de l'Après. À l'automne 2024, il demande à deux politistes une note détaillant les différents scénarios permettant de dégager une candidature commune à l'élection présidentielle de 2027 ; cette note est révélée en avril 2025.

## Vie privée
Il est père de quatre enfants.